# Fadwa Touqan

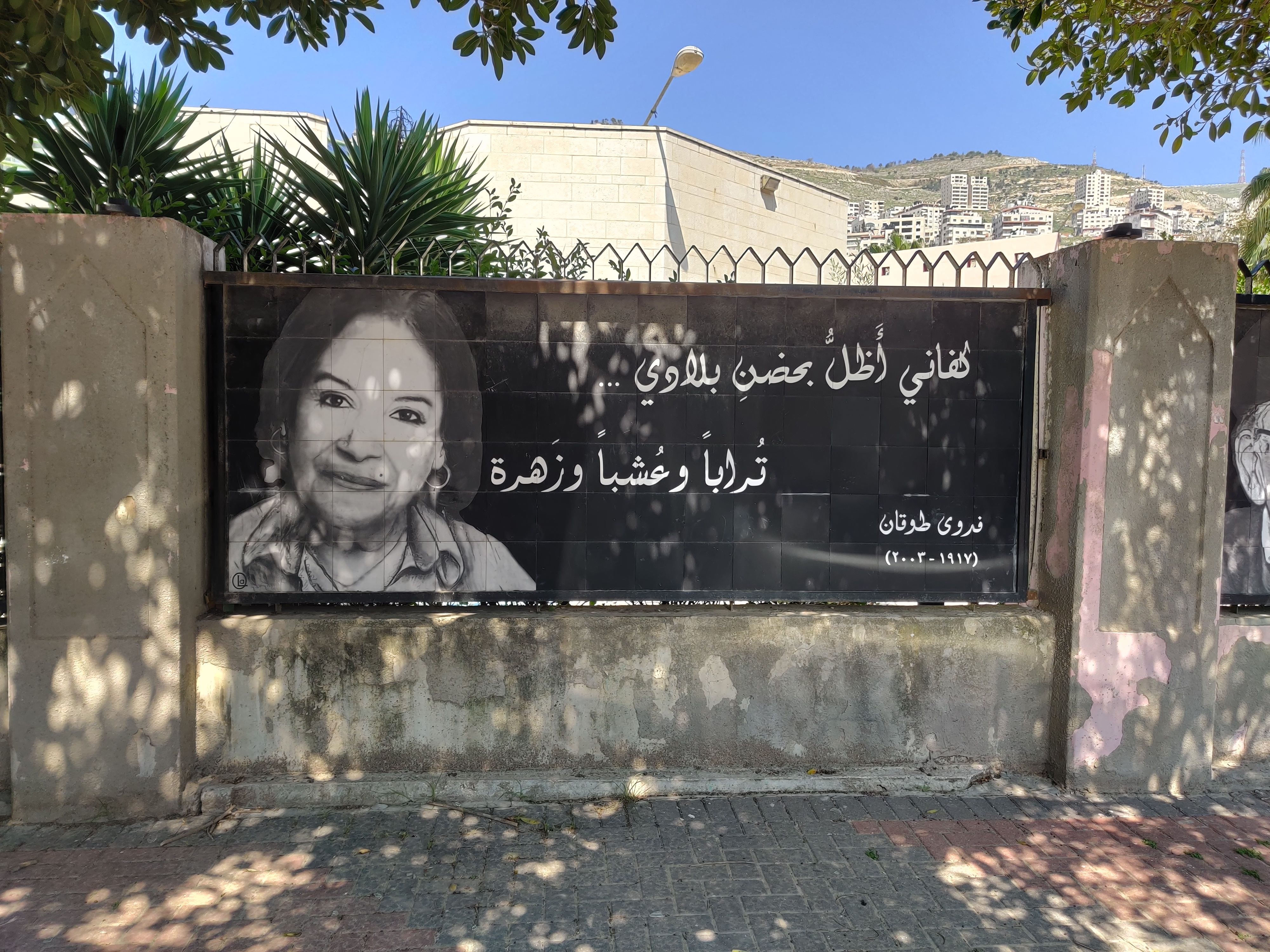
Zeichnung von Fadwa Toukan

Fadwa Touqan (arabisch فدوى طوقان, DMG Fadwā Ṭūqān, auch Fadwa Tuqan; * 1. März 1917 in Nablus, Palästina; † 12. Dezember 2003 ebenda) war eine bekannte zeitgenössische Dichterin aus Palästina.

## Leben
Fadwa Touqan wurde 1917 in Nablus in die bedeutende Touqan-Familie geboren. Ihr ältester Bruder ist Ahmad Touqan, ehemaliger Premierminister von Jordanien, und ein weiterer ihrer Brüder ist Ibrahim Touqan, der auch als „Dichter Palästinas“ bekannt ist.
Fadwa besuchte bis zum Alter von 13 Jahren die Schule, musste diese dann jedoch aus gesundheitlichen Gründen verlassen. Von da an übernahm ihr Bruder Ibrahim die Verantwortung für ihre Erziehung und trug einen wesentlichen Teil zu ihrer Bildung bei, indem er ihr Bücher zu lesen gab und sie in Englisch unterrichtete. Er war auch derjenige, der sie mit Poesie vertraut machte.
Später besuchte Fadwa Touqan die Oxford University und studierte dort Englisch und Literatur.
Touqan starb am 12. Dezember 2003 auf dem Höhepunkt der Al-Aqsa-Intifada, während ihre Heimatstadt Nablus belagert wurde.

## Werk
Touqan gilt als ein Symbol für die palästinensische Sache und als eine der bedeutendsten Figuren der modernen arabischen Literatur. 
Touqans Poesie ist bekannt für eine unverwechselbare Chronik des Leidens ihres Volkes, insbesondere unter der israelischen Besatzung. Zentrale Themen sind jedoch auch Frauen, Liebe und sozialer Protest.
Touqan veröffentlichte acht Gedichtbände und erlangte Bekanntheit in der ganzen arabischen Welt. Ihre Werke sind in viele Sprachen übersetzt worden.
Ihr Buch Alone With Days konzentrierte sich auf die Nöte von Frauen in der von Männern dominierten arabischen Welt. Nach dem Sechs-Tage-Krieg konzentrierte sich Touqans Poesie auf die Härten des Lebens unter der israelischen Besatzung. Eines ihrer bekanntesten Gedichte, The Night and the Horsemen, beschreibt das Leben unter israelischer Militärherrschaft.

## Preise
- International Poetry Award in Palermo, Italien
- Jerusalem-Preis für Kunst und Kultur von der PLO, 1990
- Vereinigten Arabischen Emirate Award, 1990
- Ehren-Palästina-Preis für Lyrik, 1996

| Personendaten    | Personendaten              |
| ---------------- | -------------------------- |
| NAME             | Touqan, Fadwa              |
| ALTERNATIVNAMEN  | Tuqan, Fadwa               |
| KURZBESCHREIBUNG | palästinensische Dichterin |
| GEBURTSDATUM     | 1. März 1917               |
| GEBURTSORT       | Nablus, Palästina          |
| STERBEDATUM      | 12. Dezember 2003          |
| STERBEORT        | Nablus, Palästina          |